# کردبییا لا رئال
کردبییا لا رئال (به اسپانیایی: Cordovilla la Real) یک شهرستان در اسپانیا است که در استان پالنسیا واقع شده‌است.

## خصوصیات
کردبییا لا رئال ۳۸ کیلومترمربع مساحت و ۱۱۷ نفر جمعیت دارد.